# Dorte Ejg Jarbøl
Dorte Ejg Jarbøl (født 17. maj 1968 i Vejle) er professor og speciallæge i almen medicin, phd.

## Uddannelse
Dorte Ejg Jarbøl er uddannet fra Odense Universitet (nuværende Syddansk Universitet) i 1998 Arkiveret 20. september 2018 hos  Wayback Machine.

## Karriere
Siden 2013 har Dorte Ejg Jarbøl været medejer af en praksis i Kerteminde, samtidig med sin deltidsansættelse ved Forskningsenheden for Almen Praksis i Odense. Fra 1. august 2018 er hun ansat som professor Arkiveret 20. september 2018 hos  Wayback Machine ved Forskningsenheden på Syddansk Universitet, hvor hun skal styrke det almenmedicinske fagområde ved Universitetet med fokus på håndteringen af den diagnostiske proces i almen praksis.
Dorte Ejg Jarbøl har gennem 6 år været redaktør for ”Månedskrift for læger” Arkiveret 20. september 2018 hos  Wayback Machine, der er de praktiserende lægers tidsskrift med fokus på efteruddannelse.
Dorte Ejg Jarbøl forsker især i, hvad der kan have betydning for, at en borger søger læge og ikke ender med at gå for længe med symptomer uden at opsøge en læge. Samt hvad der sker, hvis en borger er kommet ind i sundhedssystemet via deres praktiserende læge, men har symptomer, der ikke passer ind i de traditionelle diagnoser.

## Medieoptræden
I februar 2017 udtalte Dorte Ejg Jarbøl sig blandt andet til TV2 Fyn om Arkiveret 20. september 2018 hos  Wayback Machine, hvorfor vi danskere er så dårlige til at lytte til kroppens signaler og ofte overser symptomer, der kan være tegn på kræft.